# Euceros limatus
Euceros limatus là một loài tò vò trong họ Ichneumonidae.